# Sister Golden Hair
«Sister Golden Hair» (en español: Hermana de cabellos dorados) es una canción compuesta por Gerry Beckley y grabada por la banda estadounidense de rock America para su quinto álbum Hearts del año 1975. Fue su segundo sencillo en alcanzar el primer lugar del Billboard Hot 100, ocupándolo por una semana. 

## Letra
Beckley, quien la escribió en 1974 durante las sesiones de Holiday, varias veces ha dicho que para crear la base musical de esta canción se inspiró en el tema «My Sweet Lord» de George Harrison. 
Gran parte de las letras se reflejan en las composiciones de Jackson Browne. Beckley comentó: 

[Jackson Browne] tiene la capacidad para incluir palabras en la música perfectamente, poniendo la simplicidad sobre lo esencial... Quizás en algunos momentos Browne sea algo depresivo, pero todo es a través de su honestidad; y fue ese estilo el que dio lugar a una canción mía, 'Sister Golden Hair', que es probablemente la que más letras 'angelinas' tiene. Fue una de las primeras veces que usé 'ain't' (no es) en una canción, pero no estaba esforzándome para ello. Simplemente tenía ese estado de ánimo y salieron ese tipo de letras.

Inicialmente el título de la canción fue inspirado por el cabello de las tres madres de los integrantes del grupo.

## Lista de canciones
Sencillo de siete pulgadas (WBS 8086)
1. «Sister Golden Hair» – 3:16
2. «Midnight» – 2:40

## Posiciones en listas
| Lista (1975)                       | Mejor posición |
| ---------------------------------- | -------------- |
| Australia (ARIA)                   | 28             |
| Canada RPM Top Singles             | 11             |
| Nueva Zelanda (Recorded Music NZ)  | 26             |
| Estados Unidos (Billboard Hot 100) | 1              |
| US Easy Listening (Billboard)      | 5              |
| U.S. Cash Box Top 100              | 2              |
| US Record World                    | 1              |
| US Radio & Records                 | 1              |

| Lista (1975)           | Posición |
| ---------------------- | -------- |
| Canada                 | 80       |
| U.S. Billboard Hot 100 | 33       |
| U.S. Cash Box          | 61       |